# George Gershwin
George Gershwin (New York, Brooklyn, 1898. szeptember 26. – Beverly Hills, 1937. július 11.) amerikai zeneszerző, zongorista, kompozíciói a szórakoztatózene, dzsessz és a komolyzene műfajain ívelnek át. Az amerikai folklórból is építkező Gershwin egyike a 20. század jelentős zeneszerzőegyéniségeinek. Legismertebb művei közé tartozik a Kék rapszódia (1924), az Egy amerikai Párizsban (1928) zenekari darabok, a Swanee (1919), a Fascinating Rhythm (1924) c. dalai, a dzsessz-sztenderddé vált Embraceable You (1928), az I Got Rhythm (1930), valamint operája, a Porgy és Bess (1935), melynek legnépszerűbb dala a Summertime (Nyáridő).

## Életpálya
Szülei 1891-ben emigráltak Oroszországból (Szentpétervárról) Amerikába, Brooklyn egyik szegény zsidónegyedében telepedtek le, ahol Gershwin 1898-ban született Jacob Gershowitz néven. A család többször költözött, Gershwin és bátyja, Ira már Manhattanben, az East Village jiddis színházi negyedében nőtt fel. Érdeklődése a zene iránt véletlenszerűen derült ki. Nagyon komolyan vette a sportot, és szinte semmi mással nem foglalkozott, míg 1910-ben vásároltak egy pianínót a bátyja részére, ekkortól George egész nap mellette ült és improvizált. Zenei tanulmányokat csak alkalomszerűen végzett, első komoly zongoratanára Charles Hambitzer volt. 

### Tin Pan Alley és a Broadway: 1913–1923

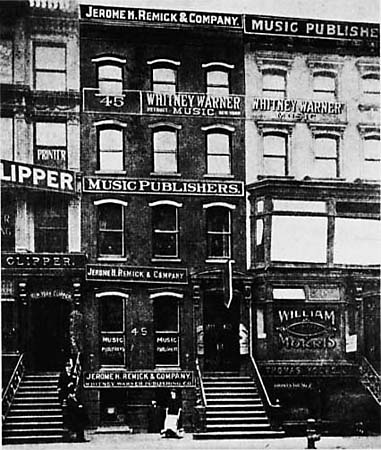
A Remick kiadó épülete a Tin Pan Alley-n 1909-ben

1913-ban, 15 éves korában Gershwin otthagyta a szülei által javasol kereskedelmi iskolát, és a szórakoztatózene fellegvárának számító Tin Pan Alley-n annak egyik kiadójánál, a Remick cégnél mint "song plugger" dolgozott, feladatköre szerint az üzletben a kívánt dalt eljátszotta, vagy el is énekelte a vásárlók számára. Gershwin így megismerte a slágergyártás csínját-bínját és a kor teljes repertoárját. Bátyjával, Irával a környék színházait is látogatták rendszeresen. Alig volt tizenhat éves, amikor egy helyi kórus zongorakísérője lett, első dalai 1916-ban jelentek meg.
Közben jelentős művészek sorával is sikerült megismerkednie, közülük nagy hatással volt rá Irving Berlin és Jerome Kern. 1915-től id. Kilényi Edétől tanult zeneelméletet – ellenpontot, formatant –, megismerkedett Chopin, Liszt és Debussy műveivel is.
1916-ban az Aeolian Company számára kezdett dolgozni, ahol gépzongoratekercsekre játszott dalokat, ragtime zenét és egy kis kitérőt tett a vaudeville felé is, Nora Bayes és Louise Dresser zongorakísérőjeként. 1917-ben korrepetitorként helyezkedett el. Egyre többen figyeltek fel a tehetségére, és 1919-ben már zenés műsorokhoz írt dalokat. Első nagy sikere az 1919-ben írt Swanee című dala volt, amit kottaként és hanglemezen is kiadtak, Gershwin egy csapásra ismert szerző lett. Első jelentős komolyzenei művét, a Bölcsődal című vonósnégyest ugyanebben az évben írta. 

### Musical, Európa és a klasszikus zene: 1924–1935
Az 1920-as évektől revükhöz komponált kísérőzenét, majd következett a musicalek hosszú sora, amik hamarosan a Broadway népszerű zeneszerzőjévé tették, musicaljeit Európában is bemutatták, rövid európai útját londoni musicalje (Primrose) betanítása foglalta le. Később, 1932-ben bátyja, Ira Gershwin Pulitzer-díjat kapott a George által megzenésített Of Thee I Sing (Rólad dalolok) című Broadway-produkció szövegéért. 
Egyre inkább foglalkoztatta az amerikai dzsessz és a klasszikus zene egyesítésének a gondolata. 1922-ben készült el Blue Monday Blues című dzsesszoperájával, s innen már csak egy lépés volt a Rhapsody in Blue (nem szerencsés magyar fordításban Kék rapszódia). A mű eredetileg zongorára és dzsesszegyüttesre íródott, a hangszerelést Ferde Grofé végezte el. A darabot 1924-ben hatalmas sikerrel mutatták be New Yorkban, a zongoránál Gershwin játszott. A hallgatóság soraiban ott ült többek között Rahmanyinov, Stravinsky, Stokowski, Heifetz, Elman, Kreisler – a darab ma ismert nagyzenekari változata csak két év múlva készült el. Nem sokkal később, 1925-ben mutatta be a Walter Damrosch felkérésére született F-dúr zongoraversenyét a New York Symphony Orchestra, a szólót Gershwin maga játszotta.
Broadway-musicaljei jelentős bevételhez juttatták, így 1925-ben saját ötemeletes gránitpalotájába költözött – billiárdszobával, tréningtermekkel –, otthonában mindig nagy vendégségsereggel, majd 1928-ban új helyre költözött, az egy felhőkarcoló tetején kialakított lakása szintén fényűzően volt berendezve, dolgozószobájában Isamu Noguchi amerikai szobrászművész által készített saját portréjával. Ez a lakás sem volt végleges. 1933-ban egy luxus lakosztályt bérelt Manhattan északi részén, melyet a leghíresebb New York-i építész rendezett be.

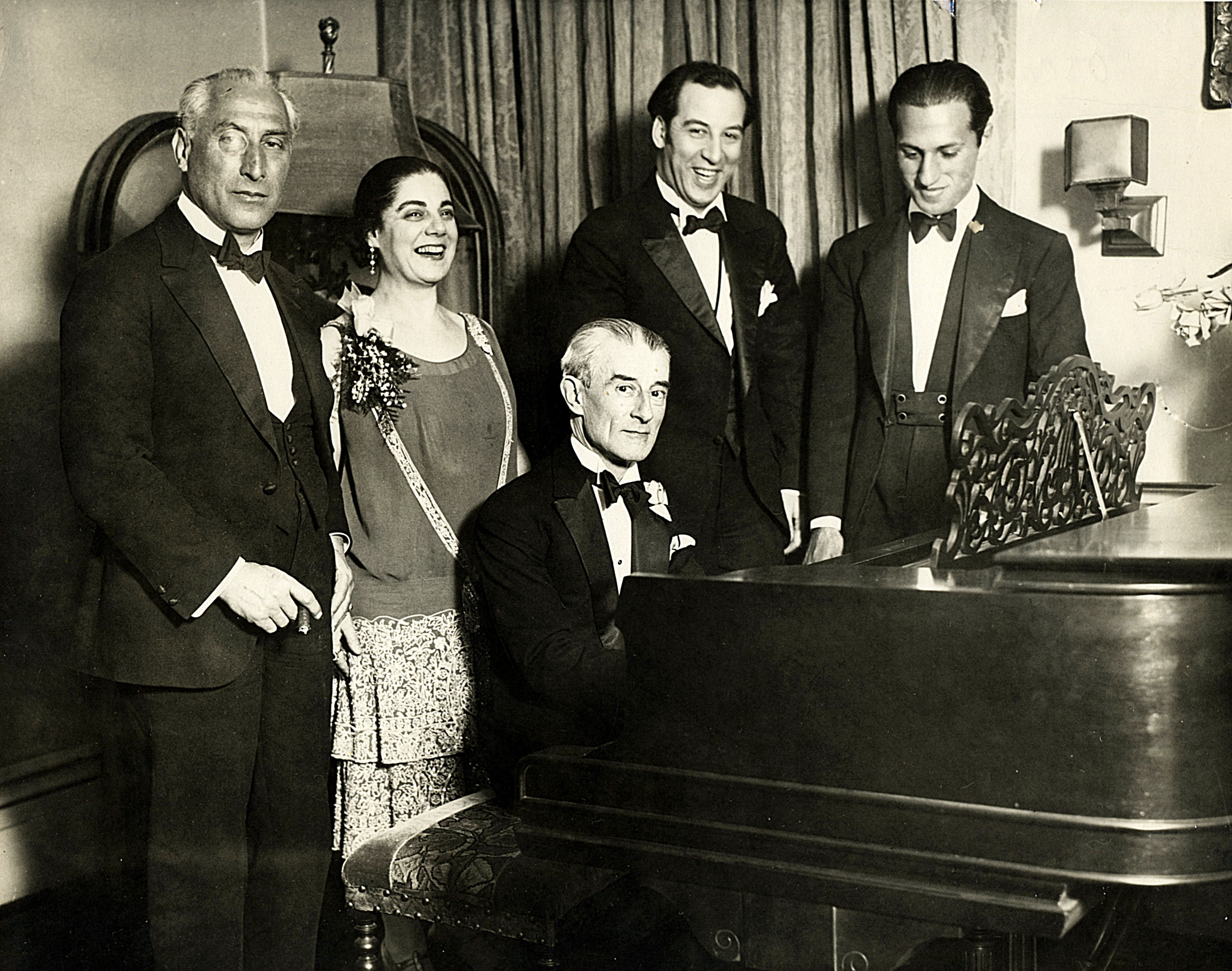
Maurice Ravel tiszteletére rendezett születésnapi parti, New York, 1928. márc. 8. A képen balról jobbra: Oskar Fried, Éva Gauthier, Ravel a zongoránál; Manoah Leide-Tedesco és George Gershwin.

1928 márciusában, zenei ismereteit elmélyítendő, hosszabb időre utazott Párizsba, ahol májusban volt zongoraversenye sikeres franciaországi bemutatója saját előadásában. Itt találkozott Ravellel, Prokofjevvel és mivel Gershwin állandóan tanulni akart, így felkérte Ravelt, ill. Nadia Boulanger-t is, foglalkoznának vele. Mindketten elhárították a kérést, Ravel híres mondata szerint: „Miért akar egy másodrangú Ravel lenni, mikor máris elsőrangú Gershwin?” Bécsbe is átutazott, miközben dolgozott új szimfonikus művén, itt megismerkedett az operett világ két leghíresebb zeneszerzőjével, Kálmán Imrével, és Lehár Ferenccel, ill. Johann Strauss özvegyével, valamint Alban Berggel is. Továbbá Mahler vejével, Krenekkel, aki a dzsessz és a klasszikus zene összehangolásaként egy dzsesszoperát írt, Gershwint érdekelte a kétféle zene összekapcsolását Európában hogyan oldják meg. Nyár végén elhagyta Európát, addigra elkészült az 1920-as évek Párizsának hangulatát bemutató, az Egy amerikai Párizsban c. szimfonikus műve zongorakivonatával. A hangszerelést már New Yorkban fejezte be, a nagysikerű premierre a New York-i Carnegie Hallban 1928 decemberében került sor, a New York-i Filharmonikusokat Walter Damrosch vezényelte.
1932 májusában Kubába utazott, ottlétekor lelkesen tanulmányozta a kubaiak zenéjét, táncait, hangszereiket, majd népzenei élményeiből, az észak- és közép-amerikai zenéből született új műve, a Kubai nyitány, a rendkívül gyorsan komponált darabot 1932 augusztusában mutatták be 18 000 fős hallgatóság előtt a New York-i Lewisohn Stadionban.

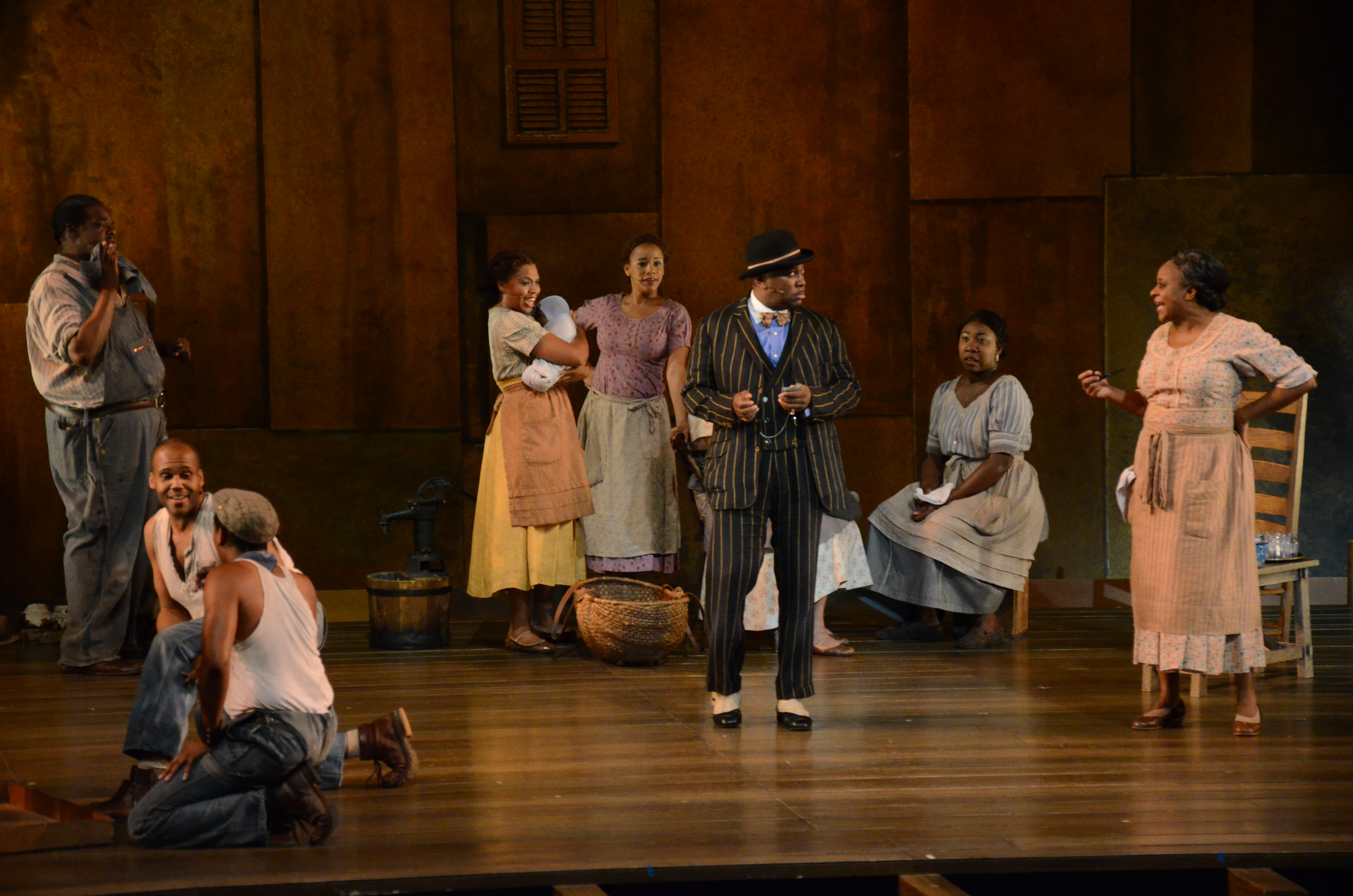
Jelenet a Porgy és Bess című operából

1935-ben New Yorkban mutatták be az afroamerikai népzenéből táplálkozó, déli fekete környezetben játszódó operáját, a Porgy és Besst. Már 1922-től gondolt egy opera megírására, de különböző okok miatt csak 1934 körül kezdett el foglalkozni a DuBose Heyward kisregénye alapján készült szövegkönyvvel, amit DuBose Heyward és Gershwin bátyja, Ira Gershwin írt meg. 1933-ban floridai vakációja alatt a cselekmény helyszínét, Charlestont is felkereste, a valamikori előkelő várost gyerekkorából is ismerte. A komponálás lassan haladt, több hátráltató dolog akadályozta a munkát. A tervezett bemutatót késleltette még a feketék színpadon való megjelenése miatt a közönség kiszámíthatatlan reakciójától tartó félelem is. A tényleges premier előtt ezért egy magánelőadás keretében eljátszottak egy koncertváltozatot a Carnegie Hallban, azután próbaképpen a bostoni Colonial Theatre-ben mutatták be az operát, 1935. szeptember 30-án. A „nagybemutató” október 10-én volt New Yorkban, az Alvin Theaterben, mely azonban anyagi csőddel zárult. Ám az opera azóta a világ operaszínpadainak gyakran játszott darabja lett.

### Utolsó évek: 1936–1937

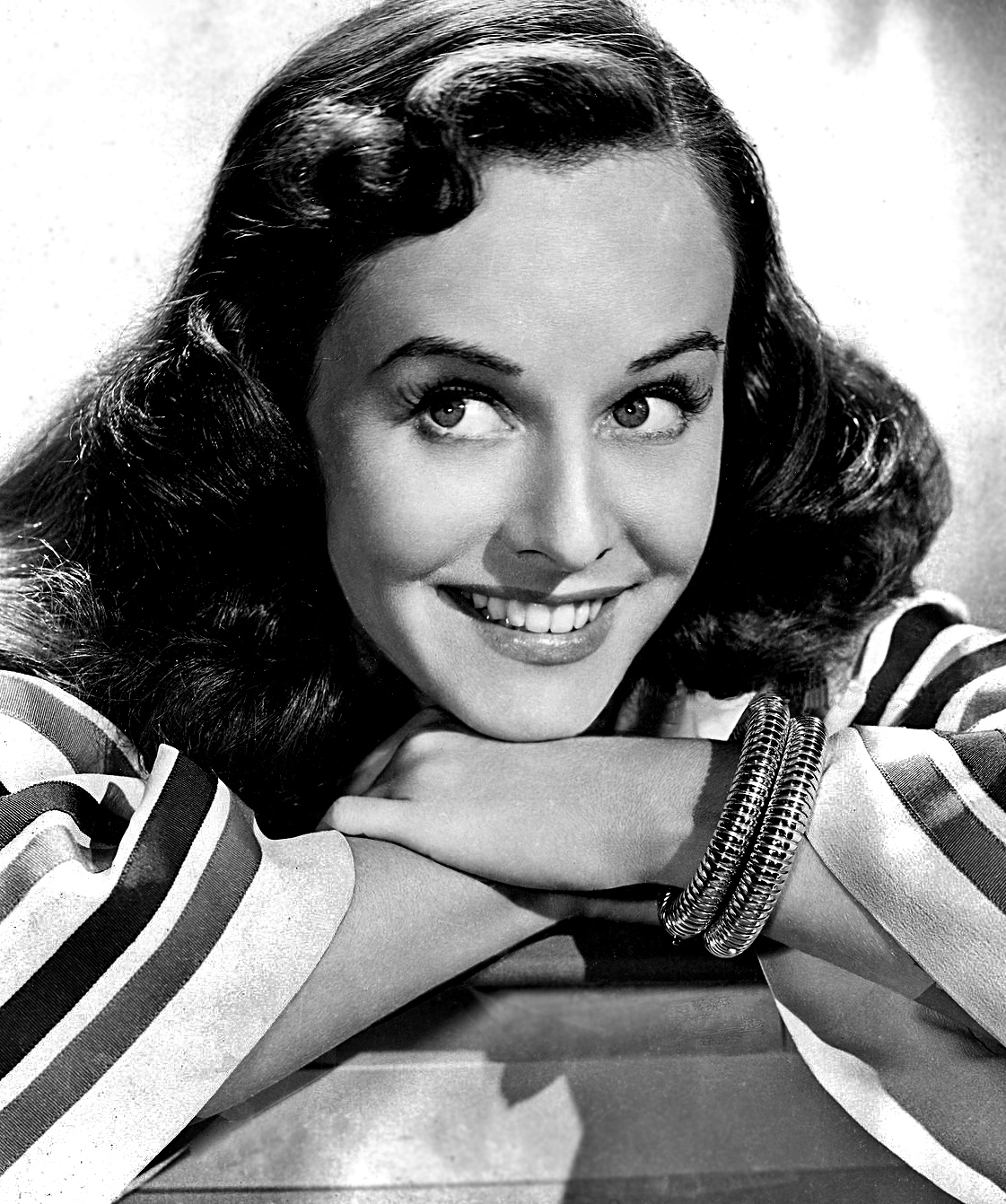
Paulette Goddard 1937-ben

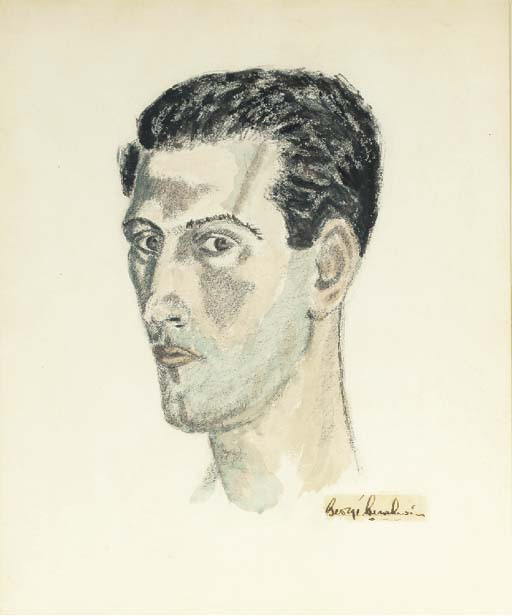
Önarcképe 1937-ből

A Porgy és Bess pénzügyi kudarca után Gershwin Kaliforniába költözött, Beverly Hillsben bérelt villát. Több filmzenét írt. A sikerek és a vagyon ellenére sem volt boldog, a sport, tenisz – Schönberggel is együtt teniszeztek, portréját is megfestette – ellenére zárkózott és depressziós lett. Egyre többször vonult vissza, festett, rajzolt.
Gershwin tíz éven át viszonyt folytatott Kay Swift zeneszerzőnővel, akivel rendszeresen konzultált is munkáival kapcsolatban. Soha nem házasodtak össze, bár Swift végül elvált férjétől, James Warburgtól, hogy házasságuknak ne legyen akadálya, ám a kapcsolatukból nem lett házasság.
1936-ban beleszeretett Chaplin feleségébe, Paulette Goddardba, aki azonban visszautasította közeledését.
A depressziója egyre komolyabbá vált, ráadásul más jellegű egészségi problémák is súlyosbították helyzetét. 1937. február 11-én, F-dúr zongoraversenye előadása közben rosszul lett, elájult. Néhány hónappal később meghalt, halálának oka agydaganat volt.

## Gershwin a zongoránál

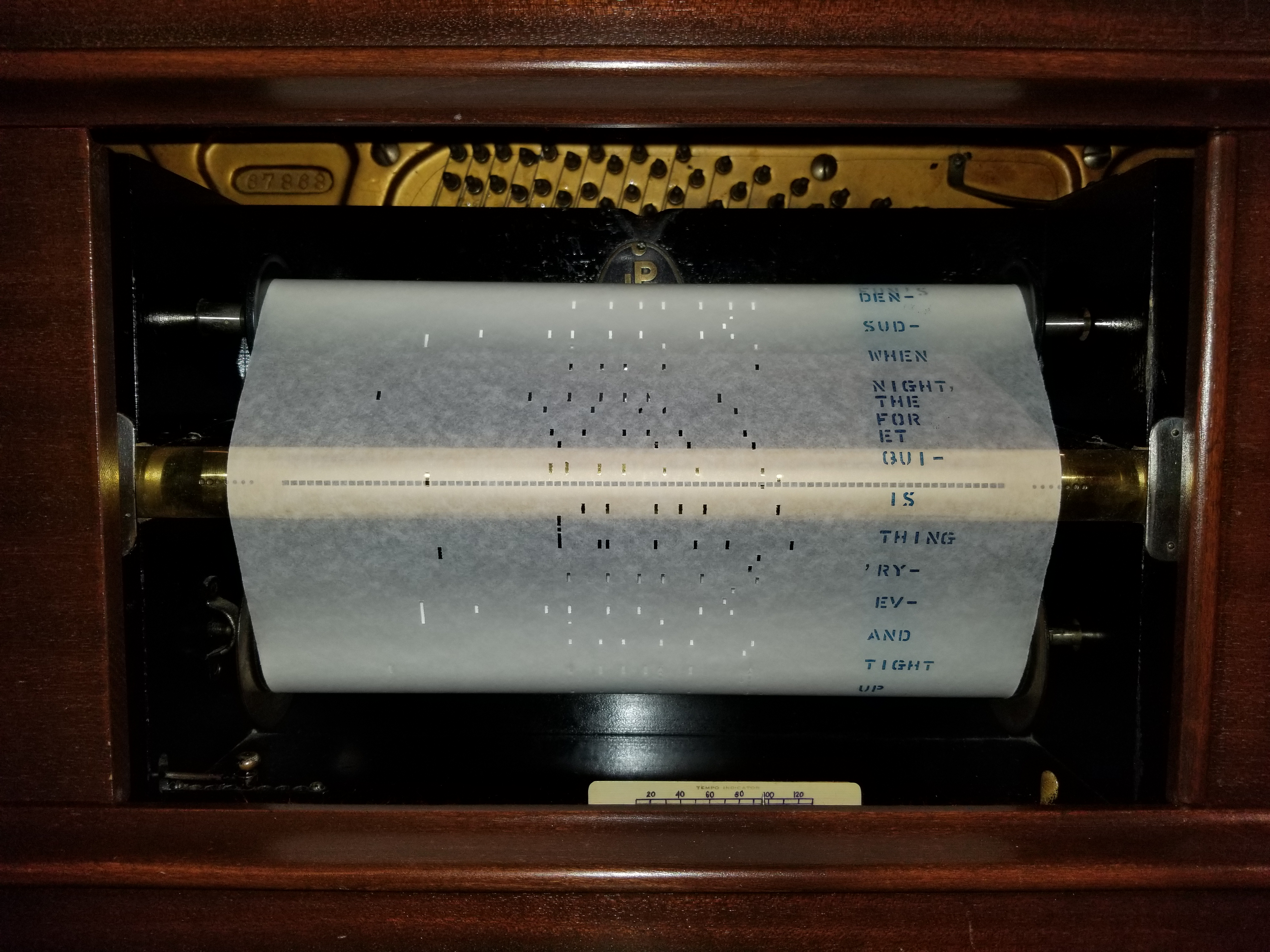
Egy gépzongoratekercs lejátszás közben

Zeneszerzői tehetsége mellé virtuóz zongoratudás társult, személyes adottságai jellemezték legjobban zongorajátékát: jól improvizált, a legnagyobb könnyedséggel játszott, mindig új ritmusokat és dallamokat szólaltatott meg. A játék okozta számára a legnagyobb örömet: nem szórakozott egy partin, ha nem ülhetett zongorához. A különböző összejövetelek legtöbbször azzal végződtek, hogy leült a zongorához és dalait játszotta, néha órákon át.
A Remick kiadónál song pluggerként eltöltött évei hatással voltak zongorajáték-technikájára is. Gyakran kellett a bemutatott dalokat a különböző hangmagasságú vevők számára transzponálnia, vagy hozzá improvizálnia. Játékstílusa a fennmaradt több mint 130 gépzongoratekercséből derül ki, amelyet 1916 és 1927 között gépzongorára játszott. A korabeli gépzongorákat úgy tervezték, hogy a metronóm ritmusát precízen kövesse: a tekercs sebessége változtatható volt a hallgató igénye szerint, pl. a kívánt tánctempó elérése érdekében. Ilyenkor a „kvantálásnak” nevezett technikával éltek a tekercs egyes ütemei közötti sebesség kiegyenlítésére. Gershwin emiatt tanult meg kiválóan staccato billentéssel játszani, és néha egészen eltérő sebességgel adta elő a dalokat.

## Felvételei, filmek
Pályája elején gépzongoratekercsekre szórakoztató zenét játszott föl saját, ill. álnévvel, kis részük saját szerzeménye volt, ezekből származó bevétele számított akkoriban legfőbb jövedelemforrásának. A Rhapsody in Blue megszületése után annak komplett verzióját gépzongorára is följátszotta.
Számos lemezfelvételt készített, zongoradarabjait maga játszotta, köztük a Rhapsody in Blue-t a Victor Talking Machine Company lemezcéggel Paul Whiteman zenekarával 1924-ben, majd 1927-ben is, ekkor Nathaniel Shilkret vezényletével, zongoraversenyét, musicaljei részleteinek szólózongora-átiratát, ill. a szólózongorára született Három prelűdöt. 1934-ben, tervezett operája, a Porgy és Bess bemutatójának finanszírozására az NBC-nél egy rádióműsor-sorozatot elvállalt, ebben szerkesztőként vett részt, műveket ismertetett, saját és mások műveit szólaltatta meg, többek közt az F-dúr zongoraversenye egy részletét, musicaljei dalait, az ezekről készült rádiófelvételek lemezen is megjelentek. 1935-ben az RCA Victor lemezcég kérte fel, hogy a Porgy és Bess felvételét felügyelje, ez volt Gershwin utolsó felvétele.
1931-ből egy 74 perces filmfelvétel maradt fenn a Manhattan Theater (jelenleg Ed Sullivan Theater) megnyitójáról, benne Gershwin játssza az I Got Rhythm-t, ezenkívül otthonában készült némafilmtekercsek is fennmaradtak róla.

## Festészet

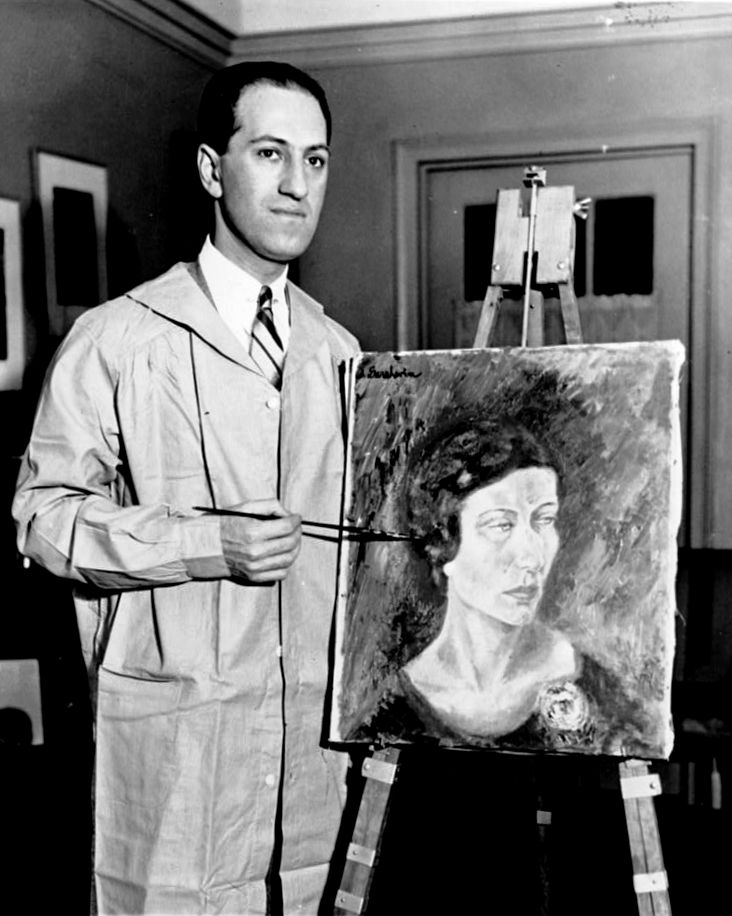
Gershwin egyik olajfestményével 1931-ben

Gershwin kiválóan festett, 30 éves korában kezdett festeni festőművész unokatestvére, Henry Botkin tanítása mellett, végül a festészet második szenvedélye lett. Olajfestményei főleg portrék, emellett száznál több rajza maradt még fenn. A festészet műgyűjtőként is érdekelte, gyűjteményében megtalálhatók Léger, Jules Pascin, Paul Gauguin, Kandinszkij, Pablo Picasso, Maurice Utrillo, Henri Rousseau, Modigliani alkotásai; gyűjteménye mintegy 140 darabot számlált.

## Hagyatéka
2005-ben a The Guardian elemzése szerint Gershwin már életében minden idők legnagyobb jövedelemmel rendelkező zeneszerzője volt. Élethelyzetét jól jellemzi Stravinskyvel történt esete. Gershwin megkereste Stravinskyt, elvállalná-e tanítását, mire ő megkérdezte, mennyit keres Ön? A válaszban megadott összegre az orosz zeneszerző reagálása annyi volt, inkább én szeretnék Öntől tanulni.
Gershwin nem hagyott hátra végrendeletet, így vagyona édesanyjára szállt. A Rhapsody in Blue után született műveire az USA-ban még tovább volt érvényben a szerzői jog, mint az Európai Unióban, mivel egy 1998-ban elfogadott törvény meghosszabbította a szerzői jogvédelem időtartamát az 1924 után keletkezett művekre az Egyesült Államokban, az EU-ban ez már 2007-ben, a szerző halála után 70 évvel lejárt.
A George és Ira Gershwin gyűjteményt – mely jó része Ira és a Gershwin-család adománya – az Egyesült Államok Kongresszusi Könyvtára őrzi.
Rengeteg művét felhasználta a tévé, munkái jó része elismert dzsessz-standard; a legnagyobbak közül is rengetegen előadták és előadják dalait, többek között Ella Fitzgerald, Frank Sinatra, Billie Holiday, Miles Davis, John Coltrane, Herbie Hancock, Judy Garland, Nina Simone és Louis Armstrong.
George Gershwin életéről Irving Rapper rendező fekete-fehér filmet forgatott Rhapsody in Blue címmel, amelynek premierje 1945-ben volt. Gershwint Robert Alda játszotta.
| Swanee, Al Jolson; (1919): |
|                            |

## Művei

### Zenekari
- Rhapsody in Blue (Kék rapszódia) zongorára és zenekarra (1924)
- F-dúr zongoraverseny zongorára és zenekarra (1925)
- Egy amerikai Párizsban zenekarra (1928)
- Dream Sequence/The Melting Pot kórus és zenekar (1931)
- II. rapszódia zongorára és zenekarra (1931), eredeti címe Rhapsody in Rivets
- Kubai nyitány zenekarra (1932), eredeti címe Rumba
- March from "Strike Up the Band" zenekarra (1934)
- Variations on "I Got Rhythm" zongorára és zenekarra (1934)
- Catfish Row zenekarra (1936), a Porgy és Bess szvit változata
- Shall We Dance (Szabad egy táncra) (1937), a filmzene átirata

### Szólózongora
- Három prelűd (1926)
- Song-book (1932), 18 dal átirata szólózongorára

### Opera
- Blue Monday (1922), egyfelvonásos opera
- Porgy és Bess (1935)

### Londoni musical
- Primrose (1924)

### Broadway musical
- George White's Scandals (1920–1924)
- Lady, Be Good (1924)
- Tip-Toes (Lábujjhegyen) (1925)
- Tell Me More! (Mesélj többet) (1925)
- Oh, Kay! (1926)
- Strike Up the Band (Szóljon a zene) (1927)
- Funny Face (Mókás arc) (1927)
- Rosalie (1928)
- Treasure Girl (Kincsem) (1928)
- Show Girl (1929)
- Girl Crazy (Bolond lány) (1930)
- Of Thee I Sing (Rólad dalolok) (1931)
- Pardon My English (Bocsánat angolságomért) (1933)
- Let 'Em Eat Cake (Parancsoljon kalácsot) (1933)

### Filmzenék
- Delicious (1931)
- Shall We Dance (Szabad egy táncra) (1937)
- A Damsel in Distress (Egy hölgyike bajban) (1937)
- The Goldwyn Follies (1938), posztumusz jelent meg